# Brîkiv, Șumsk
Brîkiv (în ucraineană Бриків) este localitatea de reședință a comunei Brîkiv din raionul Șumsk, regiunea Ternopil, Ucraina.

## Demografie
Componența lingvistică a localității Brîkiv
     Ucraineană (99,5%)
     Alte limbi (0,5%)
Conform recensământului din 2001, majoritatea populației localității Brîkiv era vorbitoare de ucraineană (99,5%), existând în minoritate și vorbitori de alte limbi.